# Гальма, Никола
Никола́ Гальма́ (фр. Nicolas Halma; 31 декабря 1755 — 4 июня 1828) — французский аббат, математик и историк астрономии. Переводчик трудов Клавдия Птоломея «Альмагест» и «Гипотезы и эпохи планет», а также «Комментариев» (к Альмагесту) Теона Александрийского на французский язык.

## Биография и деятельность
Родился в Седане 31 декабря 1755 года. Получил образование в парижском коллеже Плесси (фр. Collège du Plessis); принял сан и получил чин аббата. В марте 1791 года назначен директором седанского коллежа. Когда его школу закрыли в революционном 1793 году, он отправился в Париж и поступил на военную службу в качестве хирурга. В 1794 году был назначен секретарём в Политехническую школу. Позже занимал кафедру математики в парижском военном училище, а затем географии — в военной школе в Фонтенбло.
Обучал императрицу Жозефину истории и географии. В период реставрации был хранителем в библиотеке Сент-Женевьев (фр. Bibliothèque Sainte-Geneviève) и каноником Нотр-Дама.
По поручению министра внутренних дел с 1808 года работал над продолжением «Истории Франции» аббата Велли (1709—1759) и подготовил двухтомную рукопись. По просьбе учёных Лагранжа и Деламбре перевёл на французский язык Птолемеевы «Альмагест» (Париж, 1813—1816) и «Гипотезы и эпохи планет» (Πρόχειροι κανόνες, Prócheiroi kanónes). Также перевёл «Комментарии» из Теона Александрийского (Париж, 1822—1825). Другие его издания:
- «Египетская астрология» («Astrologie Egyptienne»; Париж, 1824);
- «Пасхальная таблица монаха Исаака Аргира» (П., 1825);
- «Историко-критический анализ древних астрономических трудов» («Examen historique et critique des monuments astronomiques des anciens»; П., 1830).

Никола Гальма умер в Париже 4 июня 1828 года.